# مارينا كيم
مارينا كيم (بالروسية: Ким, Марина Евгеньевна)‏ هي مقدمة تلفزيونية وصحفية روسية، ولدت في 11 أغسطس 1983 في سانت بطرسبرغ في روسيا.

## وصلات خارجية
- مارينا كيم على موقع IMDb (الإنجليزية)
- مارينا كيم على موقع كينوبويسك (الروسية)